# Molophilus imberbis
Molophilus imberbis är en tvåvingeart som beskrevs av Alexander 1923. Molophilus imberbis ingår i släktet Molophilus och familjen småharkrankar. Inga underarter finns listade i Catalogue of Life.